# Mumblecore
Mumblecore ist ein in den USA entstandenes Subgenre des Independent-Films. Charakteristisch für Mumblecore sind kleine bis sehr kleine Produktionsbudgets, improvisierte Dialoge, die Nutzung von Innenräumen, die Auftritte von Laienschauspielern und Do-it-yourself-Ästhetik. Im Mittelpunkt der Handlung stehen oft junge Leute, ihre Innenansichten und zwischenmenschlichen Probleme, die sich in langen Dialogen Bahn brechen. Mumblecore ist der Versuch, realitätsnahe menschliche Interaktionen unter Einbeziehung der persönlichen Erfahrungen der Regisseure und Schauspieler darzustellen. Namhafte Mumblecore-Filmemacher sind Andrew Bujalski, Mark Duplass, Jay Duplass, Joe Swanberg, Aaron Katz, Greta Gerwig, Lena Dunham, Lynn Shelton, Ry Russo-Young und im deutschsprachigen Raum Jakob Lass, Luise Brinkmann, Malte Wirtz und Axel Ranisch.

## Geschichte

### Mumblecore in den USA

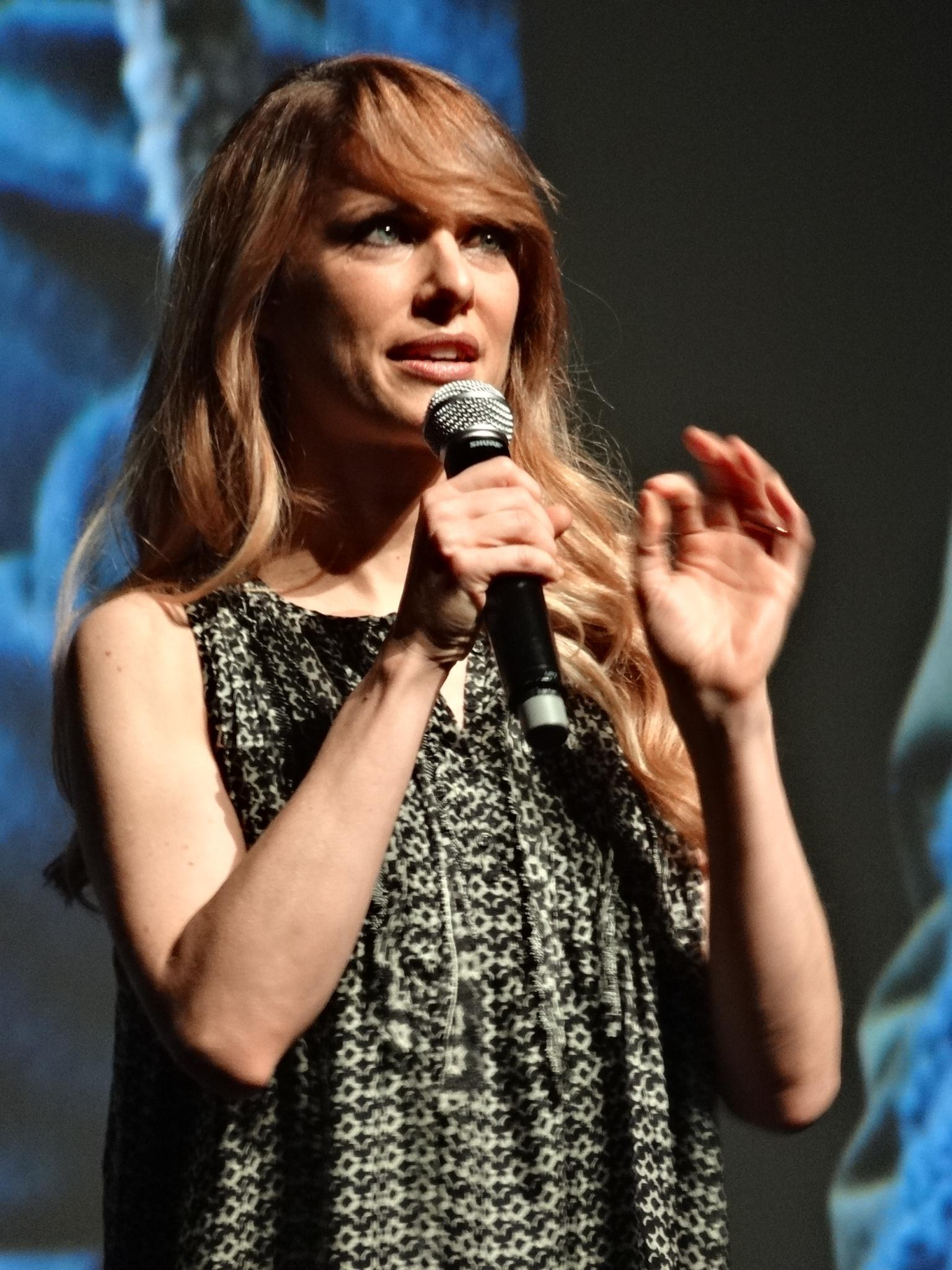
Regisseurin Lynn Shelton (2012)

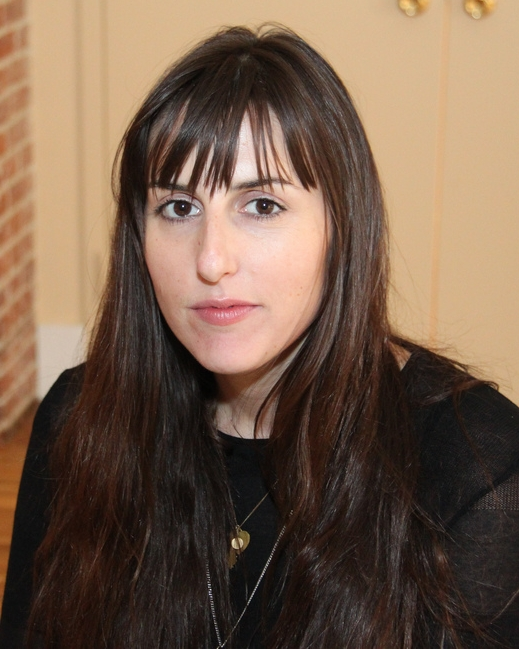
Regisseurin Ry Russo-Young (2012)

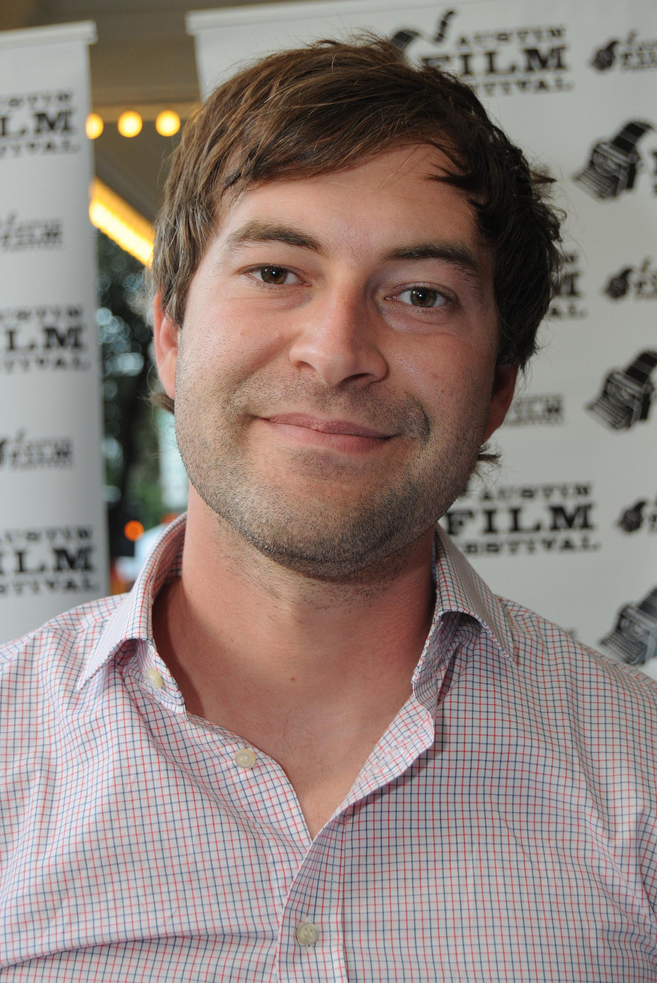
Mark Duplass, 2011

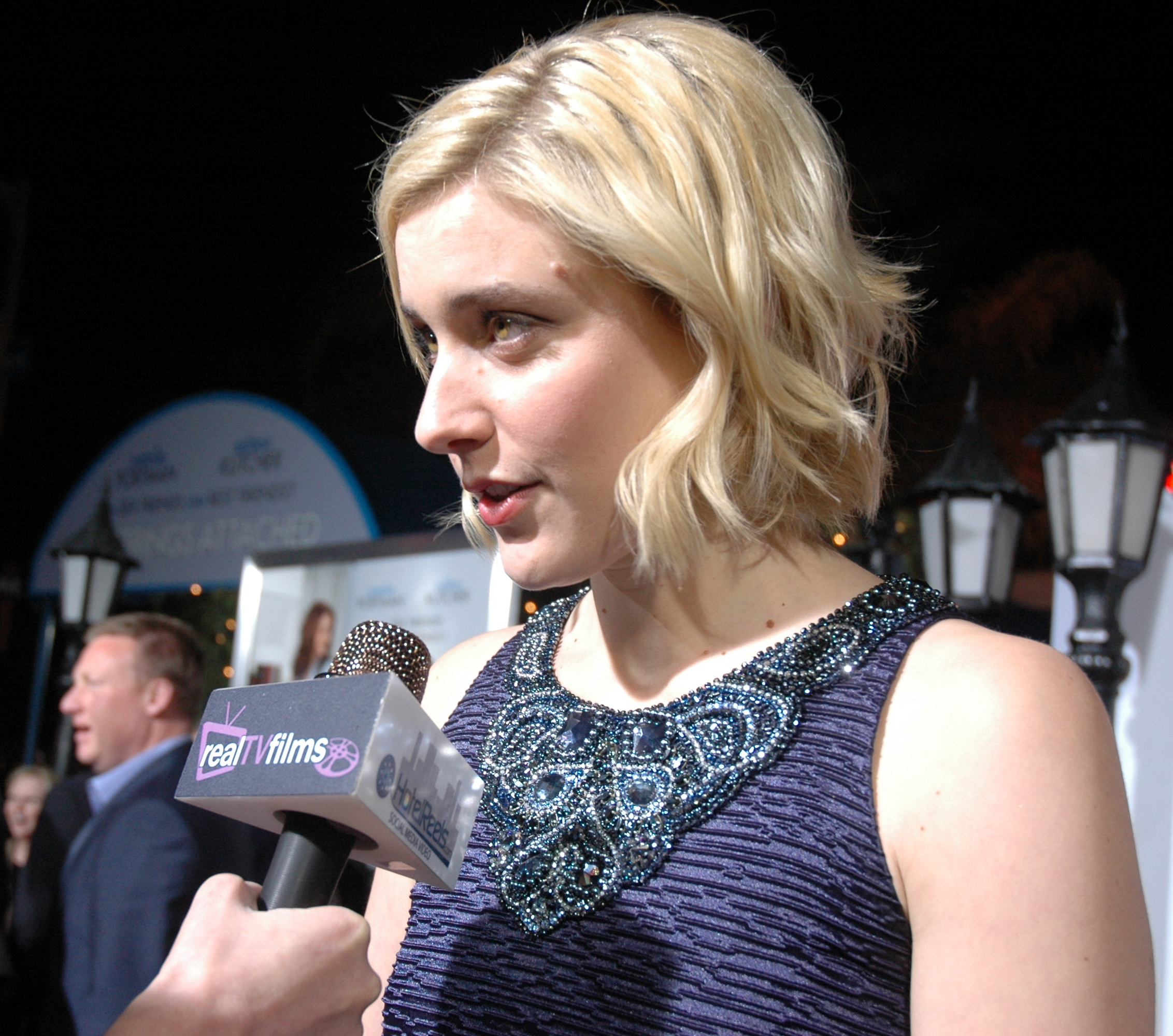
Schauspielerin und Regisseurin Greta Gerwig bei der Premiere von Freundschaft Plus (2011)

Andrew Bujalski wird als Pate des Mumblecore bezeichnet. Sein Regiedebüt aus dem Jahr 2002 Funny Ha Ha wird als erster Mumblecorefilm betrachtet.
Im Jahr 2005 liefen einige Mumblecorefilme auf dem South by Southwest Film Festival (SXSW) in Austin/Texas, so z. B. Bujalskis zweiter Film Mutual Appreciation, The Puffy Chair von den Brüdern Mark und Jay Duplass und Kissing on the Mouth von Joe Swanberg. Auf diesem Filmfestival lernten sich die Mumblecore-Regisseure erstmals kennen, sodass von einer Bewegung nicht gesprochen werden kann.
Das Wort Mumblecore stammt von Andrew Bujalskis Tontechniker Eric Masunaga. Er wurde während des South by Southwest Film Festivals 2005 nach den Gemeinsamkeiten der Filme Mutual Appreciation, The Puffy Chair und Kissing on the Mouth gefragt. Die für ihn offensichtlichste Gemeinsamkeit war die schlechte Qualität der jeweiligen Tonspuren der Filme. Sound ist ein häufig vernachlässigtes Element bei Do-it-yourself-Produktionen. Die Dialoge waren für ihn nur als mumble, als Genuschel hörbar. Der Begriff ist zuerst von Bujalski in einem Interview mit der Zeitschrift indieWIRE verwendet worden.
Direkte Vorbilder der Mumblecore-Regisseure sind die Lo-Fi-Independentfilme der 90er Jahre. Archetypisch ist der Film Slacker von Richard Linklater. Daher kommen auch die Bezeichnungen „neo-slacker“ oder „slackavettes“ für die Mumblecore-Filmemacher. Spürbar ist auch der Einfluss von Kevin Smith (Clerks), Rose Troche und Guinevere Turner (Go Fish), John Cassavetes und letztlich auch Andy Warhols Chelsea Girls und diverser anderer seiner Talkies genannten, stark dialoglastigen, improvisierten Filme.
Im Jahr 2007 wurden zehn Mumblecore-Filme im IFC Center, einem Programmkino in New York, unter der Überschrift „The New Talkies: Generation D.I.Y.“ gezeigt, die dem Genre zu weiterer Bekanntheit verhalfen. Eine ebensolche Rolle als Katalysator hat der von Filmkritikern betriebene New Yorker DVD-Verleih Benten Films inne, der Mumblecore-Filme promotete.
Seit dem Erscheinen des Films Cyrus (dt. Cyrus – Meine Freundin, ihr Sohn und ich) wird über das Ende des Mumblecore aufgrund der Professionalisierung der Regisseure gemutmaßt. Cyrus ist eine Studioproduktion unter Beteiligung bekannter Schauspieler. Die Filmemacher Mark und Jay Duplass sind jedoch weitgehend ihren Prinzipien treu geblieben. So haben sich die Schauspieler auf die Improvisation eingelassen.

### Mumblecore im deutschsprachigen Raum
Mumblecore ist kein rein US-amerikanisches Phänomen. Seit etwa 2009 kursiert der Begriff Berlin Mumblecore oder auch German Mumblecore oder seltener Berliner Flow. Ähnlich wie bei der Berliner Schule wird versucht, in den Diskurs über den Deutschen Film einzugreifen, indem die Förder- und Produktionsbedingungen desselben kritisch reflektiert werden.
Wesentlich für die Entstehung des Berlin Mumblecore ist die Verbreitung von Crowdfunding in Deutschland seit etwa 2010. So ist die Finanzierung von Filmen jenseits der öffentlichen Filmförderung möglich geworden, die jedoch mit kleinen und sehr kleinen Budgets auskommen müssen oder wollen. Akteure des Berlin Mumblecore kritisieren die Deutsche Filmförderung dafür, dass der Zugang zu ihr sehr schwierig und langwierig ist. Um überhaupt produzieren zu können, verzichten sie auf größere geförderte Budgets.
Berlin Mumblecore-Filme sind z. B. Austern ohne Schale (2009) von Jette Miller. Im Jahre 2011 wurden die Filme Frontalwatte (von Jakob Lass) und Papa Gold (von Tom Lass, Hauptrolle Peter Trabner) veröffentlicht. Im Jahr 2012 erschien Klappe Cowboy! von Timo Jacobs und Ulf Behrens sowie Dicke Mädchen von Axel Ranisch (mit Heiko Pinkowski und Peter Trabner), der positive Reaktionen bei Kritikern und Publikum hervorrief. Im Jahr 2013 erschien Silvi von Nico Sommer, der auf den 63. Internationalen Filmfestspielen in Berlin in der Sektion Perspektive Deutsches Kino Premiere feierte und beim Publikum wie Kritikern viel gelobt wurde.
Diverse Filme, die dem German bzw. Berlin Mumblecore zugeordnet werden, liefen auf Filmfestivals, wurden mit Auszeichnungen bedacht und kamen auch in die Kinos.
Der Film Dicke Mädchen von und mit Axel Ranisch erhielt 2011 auf dem Kinofest Lünen den Preis für das beste Drehbuch, lief im Jahr 2012 auf dem Brandenburgischen Filmfestival achtung berlin und erhielt dort den new berlin award in der Kategorie Bester Spielfilm, lief 2012 auf dem Slamdance Film Festival unter dem Titel Heavy Girls und erhielt Preise in den Kategorien Spirit of Slamdance Sparky Award und Special Jury Award for Bold Originality, erhielt beim 6. Festival Mauvais Genre in Tours 2012 den Preis der Jury in der Sektion Langfilme, erhielt 2012 den Jurypreis der Lesbisch Schwulen Filmtage Hamburg, erhielt 2012 den Sonderpreis des Deutschen Kurzfilmpreises für Filme mit einer Laufzeit von mehr als 30 bis 78 Minuten u. a.
Die Crew des Films Love Steaks erhielt in allen Kategorien den Förderpreis Neues Deutsches Kino 2013.
Luise Brinkmanns Filme Beat Beat Heart (2016) wurde mit dem Förderpreis Neues Deutsches Kino 2016 Spezialpreis für Ensemblegeist und Energie ausgezeichnet, bevor er auf dem Slamdance und vielen weiteren Festivals lief. Der improvisierte Film Auf und Ableben (2020), ebenfalls von Luise Brinkmann gewann 2021 den Silver Award beim Independent Star Filmfest und wurde als Bester Deutscher Film beim Universal Film Festival ausgezeichnet.
Die zu German Mumblecore zugeordneten Filmemacher haben ihr Vorgehen öffentlich reflektiert und Konzepte verfasst, die den Rahmen abstecken, innerhalb dessen sie arbeiten wollen. Axel Ranisch konzipierte zum Dreh von Dicke Mädchen das Sehr gute Manifest. Der Regisseur Jakob Lass, der Kameramann Timon Schäppi, der Komponist Golo Schultz und die Producerin Ines Schiller entwickelten das Konzept FOGMA mit konkreten Methoden und Verfahren für den Dreh von Love Steaks, z. B. die gewollte Einschränkung von Spielregeln zugunsten des Spiels mit den Regeln, die Befreiung von Konventionen. Es ist außerdem ein Werkzeug der Selbstreflexion. Es wird sich u. a. kritisch mit den Bedingungen bei den Dreharbeiten von Low-Budget-Filmen beschäftigt und dafür konstruktive Umgangsformen gefunden: Zu erreichen sei die ideale Balance zwischen Unter- und Überforderung des Teams, der Zustand des „Flows“.
Im November 2014 fand im Deutschen Filminstitut das Symposium German Mumblecore mit Film-Screenings und Podiumsdiskussionen mit den Regisseurinnen und Regisseuren Hanna Doose, Jakob Lass, Tom Lass, Aron Lehmann, Axel Ranisch, Nico Sommer und Isabell Šuba, mit dem Schauspieler Peter Trabner sowie mit Vorträgen von Bernd Zywietz und Urs Spörri in Frankfurt am Main bzw. Mainz statt.
Malte Wirtz hat selber zahlreiche Mumblecore Filme gedreht (Voll Paula!, Nur ein Tag in Berlin), und er hat im Jahr 2020 ein Buch veröffentlicht, das sich mit der Produktionsweise von Low-Budget/Mumblecore Filmen beschäftigt: Das Leben ist kein Drehbuch – Filmemachen ohne Geld.
Luise Brinkmann gibt immer wieder Mumblecore-Workshops, in denen sie Improvisation im Film für Schauspielerinnen und Schauspieler und Regisseure unterrichtet.

## Liste von Mumblecore-Filmen

### 2002
- Funny Ha Ha von Andrew Bujalski

### 2005
- Kissing on the Mouth von Joe Swanberg
- The Puffy Chair von Jay Duplass und Mark Duplass
- Mutual Appreciation von Andrew Bujalski

### 2006
- Dance Party USA von Aaron Katz
- LOL von Joe Swanberg
- In Between Days von So Yong Kim
- Liebe Liebe... (Kurzfilm) von Axel Ranisch und Nico Woche

### 2007
- Hannah Takes the Stairs von Joe Swanberg unter Mitarbeit von Greta Gerwig
- Quiet City von Aaron Katz
- Hohokam von Frank V. Ross
- Orphans von Ry Russo-Young
- Team Picture von Kentucker Audley
- Frownland von Ronald Bronstein
- Austern ohne Schale von Jette Miller

### 2008
- Baghead von Jay Duplass und Mark Duplass
- In Search of a Midnight Kiss von Alex Holdridge
- The Pleasure of Being Robbed von Joshua Safdie und Ben Safdie
- Nights and Weekends von Joe Swanberg und Greta Gerwig
- Yeast von Mary Bronstein
- Momma's Man von Azazel Jacobs
- Der will nur spielen! (Kurzfilm) von Axel Ranisch
- Stiller Frühling (Kurzfilm) von Nico Sommer
- Wände (alternativer Titel Lisa (25) & Lars (25)) (Kurzfilm) von Anil Jacob Kunnel

### 2009
- Alexander the Last von Joe Swanberg
- Medicine for Melancholy von Barry Jenkins
- Humpday von Lynn Shelton
- Beeswax von Andrew Bujalski
- Daddy Longlegs von Josh Safdie and Ben Safdie
- Sorry, Thanks von Dia Sokol
- The Exploding Girl von Bradley Rust Gray
- Breaking Upwards von Daryl Wein
- You Wont Miss Me von Ry Russo-Young
- Taucher (alternativer Titel: David (41) & Karla (38)) von Anil Jacob Kunnel

### 2010
- Cyrus – Meine Freundin, ihr Sohn und ich (Cyrus) von Jay Duplass und Mark Duplass
- Tiny Furniture von Lena Dunham[30]

### 2011
- Your Sister’s Sister von Lynn Shelton[31]
- Cold Weather von Aaron Katz
- Uncle Kent von Joe Swanberg[32]
- Silver Bullets von Joe Swanberg[33]
- The International Sign for Choking von Zach Weintraub[34]
- The Color Wheel von Alex Ross Perry[35]
- Frontalwatte von Jakob Lass
- Papa Gold von Tom Lass
- Heinrich bringt die Kinder um halb drei von Hanna Doose
- Pixelschatten von Anil Jacob Kunnel

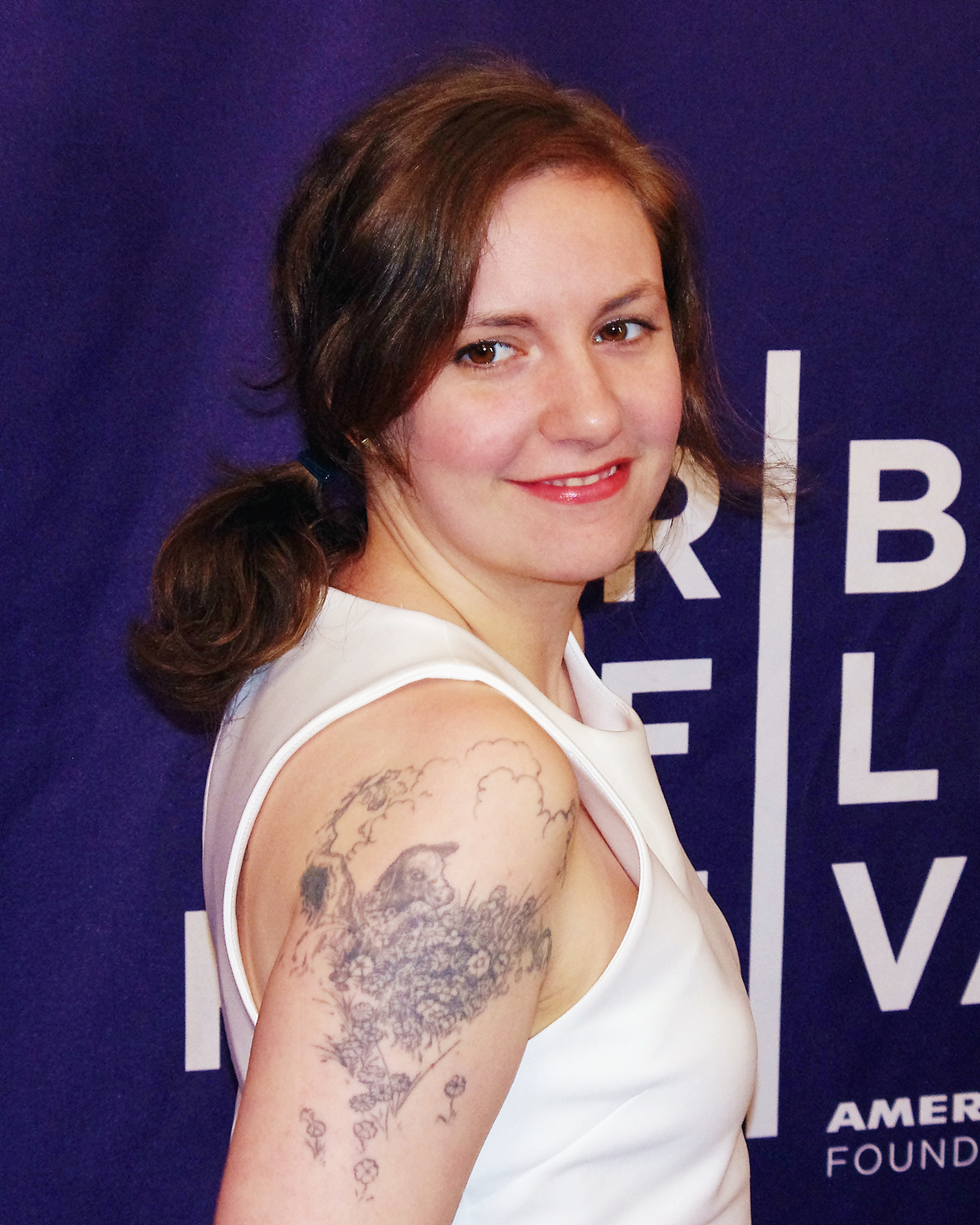
Regisseurin Lena Dunham, 2012

### 2012
- Jeff, der noch zu Hause lebt (Jeff, Who Lives at Home) von Jay Duplass und Mark Duplass
- Your Sister's Sister von Lynn Shelton
- The Do-Deca-Pentathlon von Jay Duplass und Mark Duplass
- Entrance von Dallas Richard Hallam und Patrick Horvath
- The Comedy von Rick Alverson
- All the Light in the Sky von Joe Swanberg[36]
- Nobody Walks von Ry Russo-Young
- Sun Don't Shine von Amy Seimetz
- I Want Your Love von Travis Matthews
- Ivy League Exorcist: The Bobby Jindal Story von John Waters
- V/H/S – Eine mörderische Sammlung, Regie: Ti West, Matt Bettinelli-Olpin, Joe Swanberg, David Bruckner, Tyler Gillett, Justin Martinez, Glenn McQuaid, Radio Silence, Chad Villella, Adam Wingard
- Dicke Mädchen von Axel Ranisch
- Klappe Cowboy! von Timo Jacobs and Ulf Behrens

### 2013
- Computer Chess von Andrew Bujalski
- Frances Ha von Noah Baumbach[37]
- Drinking Buddies von Joe Swanberg
- Kohlhaas oder die Verhältnismäßigkeit der Mittel von Aron Lehmann[38]
- Ich fühl mich Disco von Axel Ranisch[39]
- Reuber von Axel Ranisch[40]
- Love Steaks von Jakob Lass[41]
- Silvi von Nico Sommer[42]
- I Love You, Apple, I Love You, Orange von Horam Kim
- The Sacrament von Ti West

### 2014
- Männer zeigen Filme & Frauen ihre Brüste von Isabell Šuba[43]
- Land Ho! von Aaron Katz
- Liebe mich! von Philipp Eichholtz
- Happy Christmas von Joe Swanberg
- Sulemani Keeda von Amit V. Masurkar

### 2015
- Midnight Delight von Rohit Gupta
- Voll Paula! von Malte Wirtz[44]
- Alki Alki von Axel Ranisch

### 2016
- Beat Beat Heart von Luise Brinkmann

### 2017
- Tiger Girl von Jakob Lass
- Blind & Hässlich von Tom Lass

### 2018
- Nur ein Tag in Berlin von Malte Wirtz

### 2020
- Auf und Ableben von Luise Brinkmann

### 2023
- Only one night in Tel Aviv von Malte Wirtz